# 熊本県道199号南田島豊田線
熊本県道199号南田島豊田線（くまもとけんどう199ごう みなみたしまとよだせん）は、熊本県菊池市から熊本市北区に至る一般県道である。

## 概要
全線にわたって片側1車線が確保されている。

### 路線データ
- 起点：熊本県菊池市泗水町南田島（熊本県道329号原植木線交点）
- 終点：熊本県熊本市北区植木町豊田（国道3号交点）

## 地理

### 通過する自治体
- 菊池市
- 熊本市（北区）

### 交差する道路
| 交差する道路          | 市町村名 | 市町村名 | 交差する場所 | 交差する場所 |
| --------------------- | -------- | -------- | ------------ | ------------ |
| 熊本県道329号原植木線 | 菊池市   | 菊池市   | 泗水町南田島 | 起点         |
| 国道3号               | 熊本市   | 北区     | 植木町豊田   | 終点         |

### 沿線
- 合志川（菊池川支流）
- 熊本市立吉松小学校